# 奧羅波利
奧羅波利（西班牙語：Oropolí），是洪都拉斯的城鎮，位於該國南部，由埃爾帕拉伊索省負責管轄，始建於1791年，面積158.85平方公里，海拔高度453米，2001年人口5,275，人口密度每平方公里33.21人。
13°49′N 86°49′W / 13.817°N 86.817°W